# Variations sérieuses

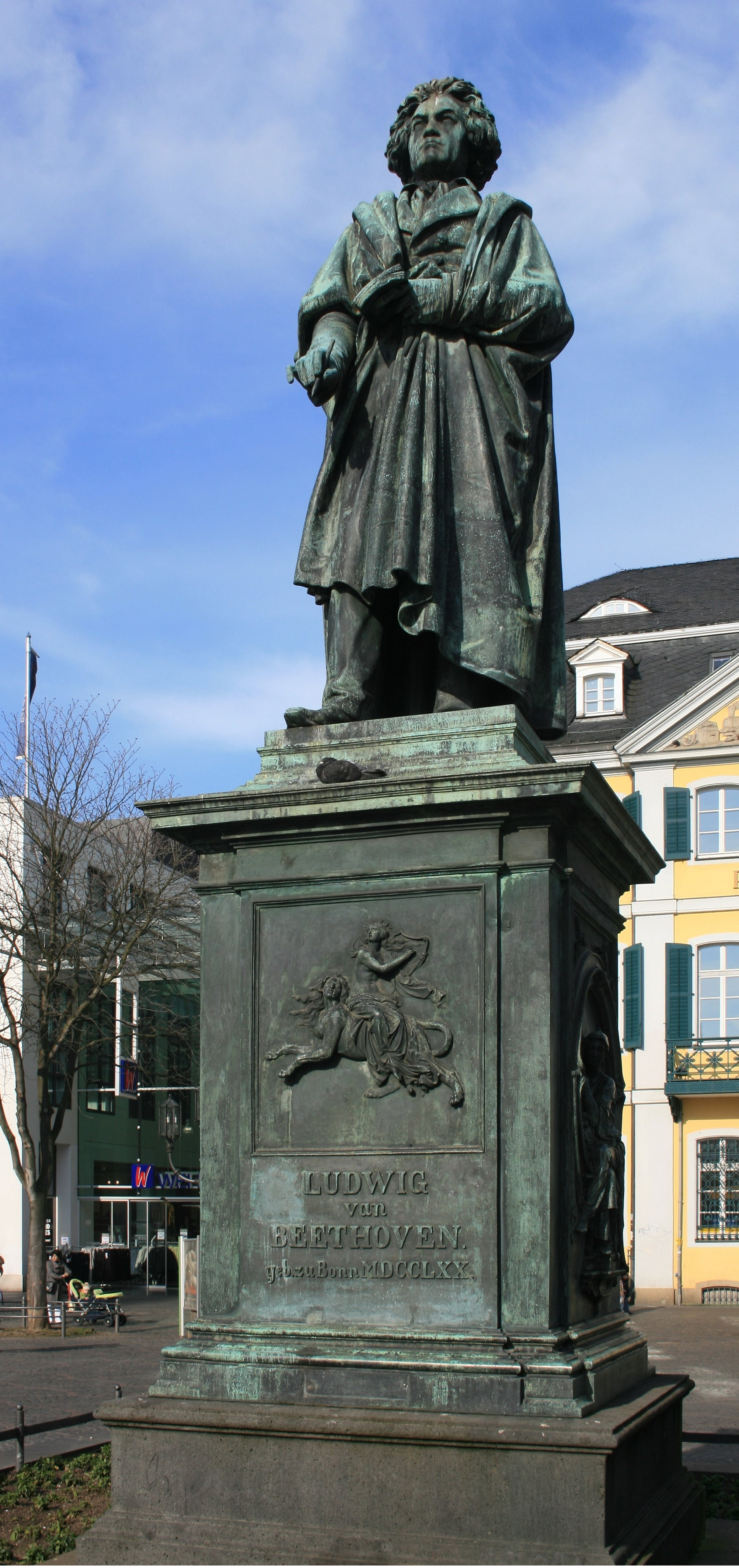
Monumento a Beethoven a Bonn.

In un contegno compositivo sobrio ed elegante, le Variations sérieuses, Op. 54 per pianoforte di Felix Mendelssohn Bartholdy costituiscono, in un formalismo dal peso non indifferente, un'opera composta da 17 variazioni e un Finale su un tema corale in re minore. Dopo alterne vicende redazionali, espresse nelle dedicatorie biografiche dell'autore, la datazione della redazione finale è fissata, tradizionalmente, nel giorno 4 giugno 1841.
Costruzione genericamente definibile come rivisitazione dell'opera di J.S. Bach di cui Mendelssohn fu "riscopritore" e "critico musicale", l'opera delle Variations Sérieuses fu scritta in occasione di una campagna di raccolta fondi per erigere il monumento a Beethoven nella sua città natale di Bonn. L'editore Pietro Mecchetti chiese a Mendelssohn di contribuire a un "Album Beethoveniano", pubblicato nel gennaio del 1842, che includeva anche pezzi di Liszt, Chopin, Moscheles e altri, il cui ricavato sarebbe stato impiegato per la costruzione del Monumento(la Fantasia in do maggiore di Schumann, per esempio, è il risultato finale di un'opera originariamente concepita per lo stesso scopo). Mendelssohn scrisse tre serie di variazioni per pianoforte, ma solo questa fu pubblicata mentre egli era in vita.
Per cogliere l'autorevole importanza dell'opera è necessario citare la lapidaria affermazione di Ignaz Moscheles, amico di Mendelssohn, che affermò: "Suono le Variations sérieuses ancora e ancora, e ogni volta ne ammiro la bellezza". Ulteriormente non è da dimenticare il fatto che Ferruccio Busoni fu uno dei maggiori interpreti ed esecutori dell'opera. 
Nella prassi pianistica odierna la durata di esecuzione è di circa dodici minuti; molte variazioni richiedono un legame profondo con la storia delle tradizioni pianistiche dell'Europa come vedremo. Nel Novecento molti pianisti le hanno incise, tra cui Vladimir Horowitz, Svjatoslav Richter, Rena Kyriakou, Vladimir Sofronickij e Murray Perahia, fissando i canoni pianistici per le future generazioni. 

## Presentazione
Quantunque manchi, per durata, la monumentalità delle variazioni beethoveniane e delle variazioni schumanniane e brahmsiane, nel panorama musicale e nel vasto e affascinante repertorio pianistico del periodo romantico le Variations Sérieuses Op 54 (MWV U 156),  nella loro redazione finale, certamente sono da considerare, da un punto di vista prettamente formale-musicale e tecnico pianistico, un'opera composita di notevole importanza dove giganteggiano le tessiture compositive di J.S. Bach, e di Ludwig van Beethoven rivisitate da Felix Mendelssohn con accurata tecnica compositiva romantica come, in sensibile testimonianza analitica, possiamo comprendere dall'esegesi delle variazioni.

## Tema delle Variations Sérieuses
Il valore formale è già godibile nel tema, costruito sul modello dei Corali di Bach a 4 voci; in esso si rivela l'impronta tipica dello stile compositivo di Felix Mendelssohn, evidenziabile dallo spostamento di accento sul tempo debole. Siamo in presenza di anacrusi ritmica che caratterizzerà tutte le variazioni seguenti. Le cadenze armoniche sono tipiche dell'architettura armonica bachiana ma il fraseggio è tipicamente pianistico romantico.

### Variazione prima
Diretta e scelta da una funzione di energica espressività romantica, l'unità compositiva del tema con la variazione prima, data appunto dall'anacrusi, è mantenuta dal fraseggio della mano destra. In uno stile compositivo che richiama l'andamento dei bassi e della pedaliera dell'organo tipica di J.S. Bach, il gioco pianistico della mano sinistra deve essere davvero considerato e realizzato in modo organistico. La difficoltà maggiore di questa prima variazione è data proprio dalla capacità dell'esecutore di dissociare l'andamento corale della mano destra dalla "pedalizzazione organistica" della sinistra e dalla voce intermedia che detta il carattere "romantico" della variazione. 

### Variazione seconda
Da un punto di vista tecnico-pianistico la difficoltà maggiore di questa variazione è data dalla tecnica di articolazione che deve essere estremamente rapida. Si comprende che il tutto deve essere giocato nel quadro della tecnica di rilassamento che permette la dissociazione del tema nella parte superiore e dell'andamento della voce centrale e quindi dell'articolazione delle note.
Da un punto di vista ritmico il concatenamento con la prima variazione è data dalla voce centrale che passa da andamento binario a ternario mentre, il concatenamento con il tema corale, è dato dall'anacrusi della linea superiore del canto.

### Variazione terza
Di czerniana memoria, la tecnica delle ottave, delle seste e di altre combinazioni tecniche simili della Variazione Terza deve essere sviluppata con rilassamento dell'avambraccio e del gomito che permettono una esecuzione dinamica e con suono di peso. Da un punto di vista tecnico c'è un distacco con la prima e seconda variazione. Proprio la differenziazione sul piano tecnico, in concomitanza con il tema corale presente nei tempi deboli che collega la variazione con il tema, è l'elemento di difficoltà per il concatenamento della variazione con le precedenti.

### Variazione quarta
Possiamo proprio definirla "scarlattiana" questa variazione che richiama i moduli della tecnica di Domenico Scarlatti. Quale espediente tecnico deve essere utilizzato? La lezione di Rudolf Breithaupt in merito è indelebile: caduta di peso nei "levare" ed effetto "yo yo" e quindi passività data dallo stato fondamentale di rilassamento per gli staccati. Non essendoci concatenazione con gli elementi tecnici della variazione precedente e seguente, la variazione quarta deve essere davvero considerata una "perla" all'interno dell'opera e prevede un effetto sonoro di "perlato", brillante ed energico al contempo.

### Variazione quinta
Il richiamo agli elementi tecnici del finale è palese. Il sincopato tra la mano destra e la sinistra deve essere giocato tutto sul rilassamento dell'avambraccio: caduta sul tempo debole e stato passivo di rilassamento. Sul "tappeto sonoro" del sincopato devono emergere le note del canto del tema. Si comprende che la difficoltà dell'esecutore oltre che tecnica è quella di una ben chiara definizione dei paradigmi acustici e di una ottimale ricerca del suono.

### Variazione sesta
Czerny docet! Felix Mendelssohn richiama la tecnica pianistica dell'insigne didatta. Da un punto di vista tecnico il tutto deve essere giocato sull'aderenza piena alla tastiera: un incontro ravvicinato tra caduta di peso "dal tasto" ed effetto di aderenza alla tastiera. Questo gioco tecnico permette una esecuzione dinamica e potente al contempo essendo costruita sul "tasto" sia in fase di caduta che rilassamento.

### Variazione settima
Il richiamo allo stile delle Variazioni beethoveniane determina il carattere della Variazione VII. Potente, brillante, giocata tutta sulla tecnica del peso, la variazione è davvero da considerare la più "bella" da un punto di vista di virtuosismo. Siamo in presenza di un Mendelssohn che pensa anche al concertista, al virtuoso del suo tempo, e alla scuola del virtuosismo. Potremmo definire la Variazione VII la variazione performativa per eccellenza. Il compito dell'esecutore sarà dunque quello di stupire con la bravura concertistica.

### Variazioni ottava e nona
Mendelssohn ritorna alla stile compositivo bachiano. Con le variazioni Ottava e Nona siamo in presenza di una tecnica esecutiva più organistica che pianistica: in tal senso devono essere pensate queste variazioni. Da un punto di vista tecnico il richiamo alla tecnica dell'articolazione della Scuola di Breithaupt e della Natural Piano technic School è necessario anche se il tutto deve essere rivisitato con una "mentalità più organistica" che pianistica. Il richiamo alle grandi Sonate e composizioni per Organo di Mendelssohn è doveroso.

### Variazione decima
La Variazione X è un gioiello di "ricordanza" del repertorio compositivo di Felix Mendelssohn. Se grande è il valore del gioco contrappuntistico della variazione ancora più grande è il valore tecnico. Si è in presenza di uno dei brani "didattici" per il legato pianistico. Il carattere tecnico della variazione è il legato (la minuziosa scuola del legato romantico), il giusto dosaggio del peso, e la minuziosa ricerca del suono. Si comprende, come affermava Heinrich Neuhaus, che l'esecuzione ottimale di questa variazione è data dall'educazione dell'orecchio musicale. In Sviatoslav Richter abbiamo uno degli interpreti maggiori di questa variazione.

### Variazioni decima prima e decima seconda
Caratterizzate dal fervido ed esaltante movimento poetico-romantico in cui il compositore riveste un'umanità in cui la passione profonda per l'esistenza e l'istintivo attaccamento all'eroicità della vita sono cardini non solo biografici ma anche formali, le Variazioni XI-XII sono da inscrivere nel temperamento compositivo romantico che in Robert Schumann troverà uno dei maggiori interpreti. C'è un profondo collegamento, evidenziabile proprio da queste variazioni, tra Felix Mendelssohn e Robert Schumann. Nel carattere della Variazione XI richeggia l'anima romantica di Eusebius, l'alter ego idealizzato di Robert Schumann, mentre nella Variazione XII l'impetuoso carattere di Florestan, personaggio con cui Robet Schumann in maniera criptica caratterizzava i suoi capolavori. 
Da un punto di vista di tecnica pianistica, il fraseggio della variazione XI deve essere eseguito con una "presa" del tasto ricercatissima. La variazione XII necessita della tecnica naturale di Breithaupt; suono di peso con braccio completamente rilassato ed effetto di riflesso: tuttavia non deve essere tralasciata la lezione czerniana sulle ottave alternate e gli studi preparatori di Czerny in merito.

### Variazione decima terza
C'è l'eco dei tentativi tecnico-pianistici pre-romantici nella preziosa variazione XIII; in essa si esprime davvero il carattere beethoveniano assorbito da Mendelssohn. La difficoltà è data dalla differenziazione tecnica delle voci. Il tema, delineato principalmente dalla sinistra, è in contrappunto con un movimento a "pedalizzazione organistica" nella stessa mano sinistra. La mano destra presenta una tessitura compositiva "in staccato" di scuola czerniana. Il carattere beethoveniano-czerniano della variazione XIII necessita di tre differenti tecniche:spallinato nella mano destra, legato (per il tema della mano sinistra) e appoggiato per i bassi della mano sinistra.

### Variazioni decima quarta e decima quinta
Altre due variazioni che richiamano " la lezione di Mendelssohn sulla tecnica del legato". Se da un punto di vista compositivo l'architettura armonica bachiana (per la variazione XIV) e beethoveniana (per la Variazione XV) è riletta da Mendelssohn in una chiave tutta personale "giocata sui colori", da un punto di vista tecnico le difficoltà, apparentemente non notevoli, scaturiscono da una profonda ricerca delle timbriche che devono essere "quasi organistiche": è necessaria una grande educazione dell'orecchio musicale e una conoscenza profonda dell'opera organistica di Felix Mendelssohn.

### Variazioni decima sesta e decima settima
Variazioni conclusive, prima della coda finale, di carattere virtuosistico e di "bravura", necessitano di una tecnica incentrata sulla dissociazione delle mani. Il tema è giocato tra la mano destra e la mano sinistra nella Variazione XVI che richiede tuttavia un legato curato. Se apparentemente l'effetto è giocato sulla bravura, gli elementi tecnici invece sono davvero giocati sull'aderenza alla tastiera e ciò è evidenziabile maggiormente nella variazione XVII in cui l'effetto di bravura è dato da un suono di peso pieno, da un legatissimo e da una aderenza alla tastiera prettamente organistica dall'inizio sino al pedale finale.

## Finale
La coda finale (preceduta dal grande pedale alla dominante della Variazione XVII) in sincopato ritmico prevede la tecnica beethoveniano-czerniana del legato in ritmica sincopata. Il gioco delle mani alternate, con caduta dal testo ed effetto di rilascio come da indicazione di Breithaupt e il canto che richiama il tema, che deve sovrastare il tappeto sonoro del sincopato, determinano davvero un "Tempio Sonoro" grandioso che è il vero elemento da evidenziare in fase performativa. La partitura in tal senso fagocita la prassi pianistica ovvero è proprio la monumentalità della partitura che richiama il concertista all'umile, minuzioso ed educato lavoro pianistico ormai, dopo la lezione di Felix Mendelssohn, aperto ad una condizione di serena disponibilità critica.
Concludendo si può affermare che le Variations Sérieuses accolgono il senso nobile della tradizione pianistica di J.S. Bach e di L. van Beethoven, che diventano per Mendelssohn "un mondo imposto" per percorrere formalmente vie nuove genuinamente romantiche e coscienti della loro romanticità. Nella loro freschezza compositiva le Variations Sérieuses ancora colpiscono gradevolmente la nostra sensibilità contemporanea orientandola ad una via interpretativa e di riscoperta della brulicante e complice intimità compositiva di Felix Mendelssohn Bartholdy.